# Футбол на літніх Олімпійських іграх 2012 — жінки
Жіночий футбол на літніх Олімпійських іграх 2012 року відбудеться в Лондоні та у 5-и інших містах Великої Британії, з 25 липня по 9 серпня.
Фінал буде зіграний на стадіоні «Вемблі». Футбольні Асоціації пов'язані з ФІФА, після регіональних відбіркових змагань, направили 11 команд для участі в турнірі, до яких приєдналася команда господарів — Великої Британії. На відміну від чоловічого футболу на Олімпійських іграх, тут немає вікових обмежень для футболістів.
На цих іграх змагатимуться 12 жіночих команд. Футбольний турнір почнеться фактично за два дня до церемонії відкриття Ігор. Жеребкування турніру відбулося 24 квітня 2012 року.

## Кваліфікація
| Турнір                                   | Дата кваліфікації | Місце     | Кількість | Збірні                |
| ---------------------------------------- | ----------------- | --------- | --------- | --------------------- |
| Господар                                 |                   |           | 1         | Велика Британія       |
| Кваліфікаційний турнір Азії              | 11 вересня 2011   | КНР       | 2         | Японія Північна Корея |
| Кваліфікаційний турнір Африки            | 22 жовтня 2011    |           | 2         | ПАР Камерун           |
| Кваліфікаційний турнір Північної Америки | 29 січня 2012     | Канада    | 2         | США Канада            |
| Чемпіонат Південної Америки 2010         | 21 листопада 2010 | Еквадор   | 2         | Бразилія Колумбія     |
| Кваліфікаційний турнір Океанії           | 4 квітня 2012     |           | 1         | Нова Зеландія         |
| (УЄФА) Чемпіонат світу з футболу 2011    | 17 липня 2011     | Німеччина | 2         | Швеція Франція        |
| Всього                                   |                   |           | 12        |                       |

## Жребкування
Жеребкування турніру відбулося 24 квітня 2012 року. 
| Кошик 1                                                       | Кошик 2                    | Кошик 3                                                            | Кошик 4                                            |
| ------------------------------------------------------------- | -------------------------- | ------------------------------------------------------------------ | -------------------------------------------------- |
| - Велика Британія (Відправлено до групи E) - Швеція - Франція | - Камерун - ПАР - Колумбія | - Японія (Відправлено до групи F) - Північна Корея - Нова Зеландія | - США (Відправлено до групи G) - Канада - Бразилія |

## Склади
У турнірі кожна країна представлена збірною з 18 гравців. Немає обмежень на вік футболістів.

## Груповий етап
Збірні, що зайняли перші та другі місця у групах, а також дві найкращі команди, що зайняли третє місце в групі, виходять до наступного раунду.
| Ключ до кольорів у турнірних таблицях  |
| -------------------------------------- |
| Команда, що виходить до раунду плей-оф |

### Група E
| Збірна          | І | В | Н | П | ГЗ | ГП | РГ  | О |
| --------------- | - | - | - | - | -- | -- | --- | - |
| Велика Британія | 3 | 3 | 0 | 0 | 5  | 0  | +5  | 9 |
| Бразилія        | 3 | 2 | 0 | 1 | 6  | 1  | +5  | 6 |
| Нова Зеландія   | 3 | 1 | 0 | 2 | 3  | 3  | 0   | 3 |
| Камерун         | 3 | 0 | 0 | 3 | 1  | 11 | -10 | 0 |

| 25 липня 2012 16:00 |

| Велика Британія | 1:0        | Нова Зеландія |
| --------------- | ---------- | ------------- |
| Хоутон 64'      | (Протокол) |               |

| Мілленіум, Кардіфф Глядачів: 24 549 Арбітр: Кері Зейтц |

| 25 липня 2012 18:45 |

| Камерун | 0:5        | Бразилія                                                    |
| ------- | ---------- | ----------------------------------------------------------- |
|         | (Протокол) | Франсіеллі 7' Коста 10' Марта 73' (пен.), 88' Крістіані 78' |

| Мілленіум, Кардіфф Глядачів: 30 847 Арбітр: Єнні Пальмквіст |

| 28 липня 2012 14:30 |

| Нова Зеландія | 0:1        | Бразилія      |
| ------------- | ---------- | ------------- |
|               | (Протокол) | Крістіані 86' |

| Мілленіум, Кардіфф Глядачів: 30 103 Арбітр: Бібіана Штайнгаус |

| 28 липня 2012 17:15 |

| Велика Британія                | 3:0        | Камерун |
| ------------------------------ | ---------- | ------- |
| Стоні 18' Скотт 23' Хоутон 82' | (Протокол) |         |

| Мілленіум, Кардіфф Глядачів: 31 141 Арбітр: Хон Ина |

| 31 липня 2012 19:45 |

| Нова Зеландія                           | 3:1        | Камерун    |
| --------------------------------------- | ---------- | ---------- |
| Сміт 43' Сонкенг 49' (аг) Грегоріус 62' | (Протокол) | Онгене 75' |

| Ріко Арена, Ковентрі Арбітр: Крістіна Педерсен |

| 31 липня 2012 19:45 |

| Велика Британія | 1:0        | Бразилія |
| --------------- | ---------- | -------- |
| Хоутон 2'       | (Протокол) |          |

| Вемблі, Лондон Арбітр: Керол Енн Шенар |

### Група F
| Збірна | І | В | Н | П | ГЗ | ГП | РГ | О |
| ------ | - | - | - | - | -- | -- | -- | - |
| Швеція | 3 | 1 | 2 | 0 | 6  | 3  | +3 | 5 |
| Японія | 3 | 1 | 2 | 0 | 2  | 1  | +1 | 5 |
| Канада | 3 | 1 | 1 | 1 | 6  | 4  | +2 | 4 |
| ПАР    | 3 | 0 | 1 | 2 | 1  | 7  | -6 | 1 |

| 25 липня 2012 17:00 |

| Японія                 | 2:1        | Канада       |
| ---------------------- | ---------- | ------------ |
| Кавасумі 33' Міяма 44' | (Протокол) | Танкреді 55' |

| Ріко Арена, Ковентрі Глядачів: 14 119 Арбітр: Кірсі Гейккінен |

| 25 липня 2012 19:45 |

| Швеція                                | 4:1        | ПАР        |
| ------------------------------------- | ---------- | ---------- |
| Фішер 7' Дальквіст 20' Шелін 21', 63' | (Протокол) | Модісе 60' |

| Ріко Арена, Ковентрі Глядачів: 18 290 Арбітр: Саломе ді Іоріо |

| 28 липня 2012 12:00 |

| Японія | 0:0        | Швеція |
| ------ | ---------- | ------ |
|        | (Протокол) |        |

| Ріко Арена, Ковентрі Глядачів: 14 160 Арбітр: Кецальї Альварадо |

| 28 липня 2012 14:45 |

| Канада                       | 3:0        | ПАР |
| ---------------------------- | ---------- | --- |
| Танкреді 7' Сінклер 58', 86' | (Протокол) |     |

| Ріко Арена, Ковентрі Глядачів: 14 753 Арбітр: Крістіна Педерсен |

| 31 липня 2012 14:30 |

| Японія | 0:0        | ПАР |
| ------ | ---------- | --- |
|        | (Протокол) |     |

| Мілленіум, Кардіфф Арбітр: Ефталія Мітсі |

| 31 липня 2012 14:30 |

| Канада            | 2:2        | Швеція                        |
| ----------------- | ---------- | ----------------------------- |
| Танкреді 45', 84' | (Протокол) | Хаммарстрьом 14' Якобссон 16' |

| Сент-Джеймс Парк, Ньюкасл Арбітр: Хон Ина |

### Група G
| Збірна         | І | В | Н | П | ГЗ | ГП | РГ | О |
| -------------- | - | - | - | - | -- | -- | -- | - |
| США            | 3 | 3 | 0 | 0 | 8  | 2  | +6 | 9 |
| Франція        | 3 | 2 | 0 | 1 | 8  | 4  | +4 | 6 |
| Північна Корея | 3 | 1 | 0 | 2 | 2  | 6  | -4 | 3 |
| Колумбія       | 3 | 0 | 0 | 3 | 0  | 6  | -6 | 0 |

| 25 липня 2012 17:00 |

| США                                  | 4:2        | Франція            |
| ------------------------------------ | ---------- | ------------------ |
| Вомбах 19' Морган 32', 66' Ллойд 56' | (Протокол) | Тіней 12' Делі 14' |

| Гемпден-Парк, Глазго Глядачів: 18 090 Арбітр: Ямаґасі Сатіко |

| 25 липня 2012 20:45 |

| Колумбія | 0:2        | Північна Корея      |
| -------- | ---------- | ------------------- |
|          | (Протокол) | Кім Сонхві 39', 85' |

| Гемпден-Парк, Глазго Глядачів: 20 150 Арбітр: Керол Енн Шенар |

| 28 липня 2012 17:00 |

| США                             | 3:0        | Колумбія |
| ------------------------------- | ---------- | -------- |
| Рапіно 33' Вомбах 74' Ллойд 77' | (Протокол) |          |

| Гемпден-Парк, Глазго Глядачів: 11 313 Арбітр: Ефталія Мітсі |

| 28 липня 2012 19:45 |

| Франція                                              | 5:0        | Північна Корея |
| ---------------------------------------------------- | ---------- | -------------- |
| Джорджес 45' Томіс 70' Делі 71' Ренар 81' Катала 87' | (Протокол) |                |

| Гемпден-Парк, Глазго Глядачів: 11 743 Арбітр: Тереза Негель |

| 31 липня 2012 17:15 |

| США        | 1:0        | Північна Корея |
| ---------- | ---------- | -------------- |
| Вомбах 25' | (Протокол) |                |

| Олд Траффорд, Манчестер Арбітр: Єнні Пальмквіст |

| 31 липня 2012 17:15 |

| Франція | 1:0        | Колумбія |
| ------- | ---------- | -------- |
| Томі 5' | (Протокол) |          |

| Сент-Джеймс Парк, Ньюкасл Арбітр: Кецальї Альварадо |

### Команди, що зайняли треті місця
| Збірна              | І | В | Н | П | ГЗ | ГП | РГ | О |
| ------------------- | - | - | - | - | -- | -- | -- | - |
| Канада (F3)         | 3 | 1 | 1 | 1 | 6  | 4  | +2 | 4 |
| Нова Зеландія (E3)  | 3 | 1 | 0 | 2 | 3  | 3  | 0  | 3 |
| Північна Корея (G3) | 3 | 1 | 0 | 2 | 2  | 6  | -4 | 3 |

## Плей-оф
|  | Чвертьфінали               | Чвертьфінали             |                             |         | Півфінали   | Півфінали   |  |  | Фінал                      | Фінал |
|  |                            |                          |                             |         |             |             |  |  |                            |       |
|  | 3 серпня - Ковентрі. 19:30 |                          |                             |         |             |             |  |  |                            |       |
|  |                            |                          |                             |         |             |             |  |  |                            |       |
|  | Велика Британія            | 0                        |                             |         |             |             |  |  |                            |       |
|  | Велика Британія            | 0                        | 6 серпня — Манчестер. 19:45 |         |             |             |  |  |                            |       |
|  | Канада                     | 2                        |                             |         |             |             |  |  |                            |       |
|  | Канада                     | 2                        | Канада                      | 3       |             |             |  |  |                            |       |
|  | 3 серпня — Ньюкасл. 14:30  |                          | Канада                      | 3       |             |             |  |  |                            |       |
|  |                            | США                      | 4                           |         |             |             |  |  |                            |       |
|  | США                        | США                      | 4                           | 2       |             |             |  |  |                            |       |
|  | США                        |                          | 9 серпня — Лондон. 19:45    | 2       |             |             |  |  |                            |       |
|  | Нова Зеландія              | 0                        |                             |         |             |             |  |  |                            |       |
|  | Нова Зеландія              | 0                        | США                         | 2       |             |             |  |  |                            |       |
|  | 3 серпня — Глазго. 12:00   |                          | США                         | 2       |             |             |  |  |                            |       |
|  |                            | Японія                   | 1                           |         |             |             |  |  |                            |       |
|  | Швеція                     | Японія                   | 1                           | 1       |             |             |  |  |                            |       |
|  | Швеція                     | 6 серпня — Лондон. 17:00 |                             | 1       |             |             |  |  |                            |       |
|  | Франція                    | 2                        |                             |         |             |             |  |  |                            |       |
|  | Франція                    | 2                        | Франція                     | 1       | Третє місце | Третє місце |  |  |                            |       |
|  | 3 серпня — Кардіфф. 17:00  |                          | Франція                     | 1       | Третє місце | Третє місце |  |  |                            |       |
|  |                            | Японія                   | 2                           |         |             |             |  |  |                            |       |
|  | Бразилія                   | Японія                   | 2                           | 0       | Канада      | 1           |  |  |                            |       |
|  | Бразилія                   |                          |                             | 0       | Канада      | 1           |  |  |                            |       |
|  | Японія                     | 2                        |                             | Франція | 0           |             |  |  |                            |       |
|  | Японія                     | 2                        |                             |         | 0           |             |  |  |                            |       |
|  |                            |                          |                             |         |             |             |  |  | 9 серпня — Ковентрі. 13:00 |       |
|  |                            |                          |                             |         |             |             |  |  |                            |       |

### Чвертьфінали
| 3 серпня 2012 12:00 |

| Швеція    | 1-2        | Франція        |
| --------- | ---------- | -------------- |
| Фішер 18' | (Протокол) | Жорж 29' Ренар |

| Гемпден-Парк, Глазго Глядачів: 12 869 Арбітр: Кері Зейтц |

| 3 серпня 2012 14:30 |

| США                 | 2-0      | Нова Зеландія |
| ------------------- | -------- | ------------- |
| Вомбах 27' Леру 87' | Протокол |               |

| Сент-Джеймс Парк, Ньюкасл Глядачів: 10 441 Арбітр: Саломе ді Іоріо |

| 3 серпня 2012 17:00 |

| Бразилія | 0-2      | Японія            |
| -------- | -------- | ----------------- |
|          | Протокол | Оґімі 27' Оно 73' |

| Мілленіум, Кардіфф Глядачів: 28 528 Арбітр: Кірсі Хейккінен |

| 3 серпня 2012 19:30 |

| Велика Британія | 0-2      | Канада                  |
| --------------- | -------- | ----------------------- |
|                 | Протокол | Філіньо 12' Сінклер 26' |

| Ріко Арена, Ковентрі Глядачів: 28 828 Арбітр: Кветзаллі Альварадо |

### Півфінали
| 6 серпня 2012 17:00 |

| Франція       | 1-2      | Японія                 |
| ------------- | -------- | ---------------------- |
| Ле Соммер 76' | Протокол | Оґімі 32' Сакаґуті 45' |

| Вемблі, Лондон Глядачів: 61 482 Арбітр: Кветзаллі Альварадо |

| 6 серпня 2012 19:45 |

| Канада              | 3-4 (дод. час) | США                                             |
| ------------------- | -------------- | ----------------------------------------------- |
| Сінклер 22' 67' 73' | Протокол       | Рапіноу 54' 70' Вомбах 80' (пен.) Морган 120+3' |

| Олд Траффорд, Манчестер Глядачів: 26 630 Арбітр: Крістіна Педерсен |

### Матч за 3-є місце
| 9 серпня 2012 13:00 |

| Канада        | 1-0      | Франція |
| ------------- | -------- | ------- |
| Матесон 90+2' | Протокол |         |

| Ріко Арена, Ковентрі Глядачів: 12 465 Арбітр: Єнні Палмквіст |

### Фінал
| 9 серпня 2012 19:45 |

| США          | 2-1      | Японія    |
| ------------ | -------- | --------- |
| Ллойд 8' 54' | Протокол | Оґімі 63' |

| Вемблі, Лондон Глядачів: 80 203 Арбітр: Бібіана Штайнгаус |

## Переможці
| Золото | Срібло | Бронза |
| США (USA) Гоуп Соло Гезер Міттс Крісті Ремпоун (капітан) Беккі Сауербранн Келлі О'Гара Емі Лепейлбет Шеннон Боккс Емі Родрігес Гезер О'Рейллі Карлі Ллойд Сідні Леру Лорен Чені Алекс Морган Еббі Вомбах Меган Рапіноу Рейчел Б'юлер Тобін Гіт Ніколь Барнгарт | Японія (JPN) Фукумото Міхо Кінґа Юкарі Івасімідзу Адзуса Кумаґай Сакі Самесіма Ая Сакаґуті Мідзухо Андо Кодзуе Міяма Ая (капітан) Кавасумі Нахомі Сава Хомаре Оно Сінобу Яно Кьоко Маруяма Каріна Танака Асуна Такасе Меґумі Івабуті Мана Оґімі Юкі Кайхорі Аюмі | Канада (CAN) Каріна Леблан Челсі Стюарт Кармеліна Москато Робін Гейл Кейлін Кайл Ріан Вілкінсон Діана Матесон Кендіс Чепмен Лорен Сесселманн Дезіре Скотт Крістін Сінклер (капітан) Софі Шмідт Мелісса Танкреді Келлі Паркер Джонелл Філіньо Бріттані Тімко Ерін Маклеод Мері-Ів Нолт |